# Ewretu
Ewretu (gr. Ευρέτου) – wieś w Republice Cypryjskiej, w dystrykcie Pafos. W 2011 roku liczyła 3 mieszkańców.